# Victoria Hand
Victoria Louise Hand è un personaggio dei fumetti creato da Brian Michael Bendis (testi) e Mike Deodato (disegni), pubblicato dalla Marvel Comics. La sua prima apparizione avviene in The Invincible Iron Man (Vol. 1) n. 8 (febbraio 2009).
Membro dello S.H.I.E.L.D. e braccio destro di Norman Osborn nell'H.A.M.M.E.R. durante il regno oscuro, Victoria Hand diviene in seguito un'alleata dei Nuovi Vendicatori.

## Storia editoriale
Victoria Hand è stata creata da Brian Michael Bendis e Mike Deodato; sebbene il suo esordio avvenga in The Invincible Iron Man n. 8 ad opera di Matt Fraction e Salvador Larroca, va infatti considerato che la sua apparizione in Dark Avengers n. 1 sia, per continuity, antecedente a tale pubblicazione.
Il personaggio ha successivamente ricoperto un ruolo di supporto nella testata New Avengers, dall'inizio della stessa (agosto 2010) fino alla sua morte, avvenuta nel numero 32 (dicembre 2012).

## Biografia del personaggio

### Primi anni
Nata a Los Angeles, California, Victoria Hand entra nello S.H.I.E.L.D. da ragazza divenendone una commercialista e, tre anni prima dell'invasione segreta degli Skrull, intraprende una relazione con una collega di nome Isabelle. Quando, preoccupata per la politica antiterrorista dell'agenzia, scrive una lettera al direttore Fury circa i suoi timori, ignorando la supplica a non farlo di Isabelle, come punizione per le opinioni espresse ed il suo gesto viene trasferita a Portland, Oregon, e lasciata dalla compagna.

### Dark Reign
Durante il regno oscuro di Norman Osborn, l'uomo nomina Victoria vicedirettrice dell'H.A.M.M.E.R. proprio a causa della sua opposizione a Fury e a Stark. La donna, fermamente convinta che Osborn avrebbe portato la pace nel mondo, appoggia l'organizzazione e ne crea l'acronimo.
Come vicedirettrice dell'H.A.M.M.E.R., Victoria avverte Osborn dell'arresto di Maria Hill, neutralizza Hulk insieme a Moonstone e guida una squadra di Helicarrier nella battaglia contro gli Asgardiani. Dopo la battaglia, Victoria non oppone resistenza all'arresto e, interrogata da Capitan America, ammette di non rimpiangere nulla di quanto fatto poiché compiuto, a suo avviso, per aiutare il mondo; in risposta il capitano le offre una posizione nella sua nuova squadra.

### Nuovi Vendicatori
Assegnata ai Nuovi Vendicatori, Victoria incontra l'ostilità di alcuni membri della squadra quali Jessica Jones e l'Uomo Ragno ma, quando i resti dell'H.A.M.M.E.R. la contattano per chiederle di unirsi a loro, lei invia i Nuovi Vendicatori contro i suoi vecchi alleati dando prova della sua fedeltà. Nel corso di un successivo confronto con l'H.A.M.M.E.R., Victoria finge un doppio gioco per rubare all'organizzazione un siero che le consente di salvare la vita a Mimo, rimasta gravemente ferita in uno scontro. In seguito, finge nuovamente il doppio gioco, per aiutare i Nuovi Vendicatori contro Osborn.

### Morte
Posseduta da Daniel Drumm, fratello del Dottor Voodoo, viene costretta a uccidere Daimon Hellstrom e Jennifer Kale, per poi essere a sua volta uccisa dal suo possessore. Al suo funerale Capitan America la dichiara loro alleata e fa erigere una statua in suo onore.

## Altri media
- Victoria Hand, interpretata da Saffron Burrows, è un personaggio ricorrente della prima stagione della serie televisiva Agents of S.H.I.E.L.D.. In questa versione è una leggendaria agente S.H.I.E.L.D. di alto livello posta alla direzione della struttura chiamata Hub[18] ed assiste i protagonisti in due missioni[18][19] prima di venire assassinata, appena l'HYDRA esce allo scoperto, da Grant Ward, che si rivela un loro infiltrato[20].